# Fuselolo
Il fuselolo (dal tedesco Fuselöl, letteralmente "olio di scarto"), detto anche olio di flemma, è il prodotto di "coda" della distillazione di liquidi alcolici ottenuti per fermentazione, come ad esempio vino, birra e sidro.
È un liquido oleoso – da cui il nome – formato principalmente da alcoli più altobollenti dell'etanolo, che si formano durante la fermentazione in piccole quantità come prodotti secondari. I suoi principali componenti sono
- 1-propanolo e 2-propanolo
- 1-butanolo, 2-butanolo e 2-metil-2-propanolo
- 1-pentanolo
- furfurale

La composizione e la quantità della borlanda è responsabile del gusto tipico delle bevande alcoliche e dei liquori. A concentrazioni molto alte – in seguito a distillazioni mal condotte – provoca mal di testa, nausea e vomito.